# Han Chongdi
Chongdi (沖帝) est un éphémère empereur de la dynastie Han né en 143 et mort en 145.

## Biographie
Liu Bing est le fils de l'empereur Shundi et de sa concubine Yu. Il devient empereur à la mort de son père, alors qu'il n'est âgé que de quelques mois. C'est l'impératrice douairière Liang Na (en) et son frère Liang Ji (en) qui exercent la réalité du pouvoir durant son bref règne. Il meurt après seulement cinq mois de règne. C'est un cousin éloigné, Zhidi, qui lui succède, toujours sous la tutelle de Liang Na et Liang Ji.